# NGC 7732
NGC 7732 é uma galáxia espiral (Scd) localizada na direcção da constelação de Pisces. Possui uma declinação de +03° 43' 30" e uma ascensão recta de 23 horas, 41 minutos e 34,0 segundos.
A galáxia NGC 7732 foi descoberta em 27 de Outubro de 1864 por Albert Marth.